# Montainville (Eure i Loir)
Montainville és un municipi francès, situat al departament de l'Eure i Loir i a la regió de Centre – Vall del Loira. L'any 2007 tenia 328 habitants.

## Demografia

### Població
El 2007 la població de fet de Montainville era de 328 persones. Hi havia 137 famílies, de les quals 46 eren unipersonals (21 homes vivint sols i 25 dones vivint soles), 46 parelles sense fills, 37 parelles amb fills i 8 famílies monoparentals amb fills.
La població ha evolucionat segons el següent gràfic:
Habitants censats

### Habitatges
El 2007 hi havia 181 habitatges, 146 eren l'habitatge principal de la família, 20 eren segones residències i 14 estaven desocupats. Tots els 178 habitatges eren cases. Dels 146 habitatges principals, 133 estaven ocupats pels seus propietaris, 12 estaven llogats i ocupats pels llogaters i 1 estava cedit a títol gratuït; 2 tenien una cambra, 5 en tenien dues, 29 en tenien tres, 35 en tenien quatre i 75 en tenien cinc o més. 123 habitatges disposaven pel capbaix d'una plaça de pàrquing. A 71 habitatges hi havia un automòbil i a 69 n'hi havia dos o més.

### Piràmide de població
La piràmide de població per edats i sexe el 2009 era:
| Homes | Edats   | Dones |
| ----- | ------- | ----- |
| 0     | 95 o +  | 0     |
| 0     | 90 a 94 | 4     |
| 4     | 85 a 89 | 0     |
| 0     | 80 a 84 | 8     |
| 8     | 75 a 79 | 8     |
| 0     | 70 a 74 | 16    |
| 4     | 65 a 69 | 4     |
| 4     | 60 a 64 | 8     |
| 8     | 55 a 59 | 8     |
| 12    | 50 a 54 | 4     |
| 20    | 45 a 49 | 28    |
| 16    | 40 a 44 | 24    |
| 4     | 35 a 39 | 4     |
| 12    | 30 a 34 | 4     |
| 4     | 25 a 29 | 12    |
| 4     | 20 a 24 | 4     |
| 16    | 15 a 19 | 16    |
| 12    | 10 a 14 | 4     |
| 16    | 5 a 9   | 4     |
| 12    | 0 a 4   | 4     |

## Economia
El 2007 la població en edat de treballar era de 205 persones, 151 eren actives i 54 eren inactives. De les 151 persones actives 147 estaven ocupades (82 homes i 65 dones) i 4 estaven aturades (3 homes i 1 dona). De les 54 persones inactives 27 estaven jubilades, 16 estaven estudiant i 11 estaven classificades com a «altres inactius».

### Ingressos
El 2009 a Montainville hi havia 136 unitats fiscals que integraven 335 persones, la mediana anual d'ingressos fiscals per persona era de 19.567 €.

### Activitats econòmiques
Dels 10 establiments que hi havia el 2007, 1 era d'una empresa extractiva, 3 d'empreses de construcció, 3 d'empreses de comerç i reparació d'automòbils, 1 d'una empresa de transport i 2 d'empreses de serveis.
Dels 4 establiments de servei als particulars que hi havia el 2009, 1 era un taller de reparació d'automòbils i de material agrícola, 1 paleta, 1 lampisteria i 1 electricista.
L'any 2000 a Montainville hi havia 14 explotacions agrícoles que ocupaven un total de 856 hectàrees.

## Equipaments sanitaris i escolars
El 2009 hi havia una escola maternal integrada dins d'un grup escolar amb les comunes properes formant una escola dispersa.

## Poblacions més properes
El següent diagrama mostra les poblacions més properes.